# Maropati
Maropati is een gemeente in de Italiaanse provincie Reggio Calabria (regio Calabrië) en telt 1655 inwoners (31-12-2004). De oppervlakte bedraagt 10,3 km², de bevolkingsdichtheid is 174 inwoners per km².
De volgende frazioni maken deel uit van de gemeente: Tritanti.

## Demografie
Maropati telt ongeveer 632 huishoudens. Het aantal inwoners daalde in de periode 1991-2001 met 5,4% volgens cijfers uit de tienjaarlijkse volkstellingen van ISTAT.
| Jaar | Inwoneraantal |
| ---- | ------------- |
| 1991 | 1836          |
| 2001 | 1736          |

## Geografie
De gemeente ligt op ongeveer 239 m boven zeeniveau.
Maropati grenst aan de volgende gemeenten: Anoia, Feroleto della Chiesa, Galatro, Giffone.